# طه محمد علي
طه محمد علي (ولد عام 1931 في صفورية، الجليل وتوفي في 2 أكتوبر 2011 في مدينة الناصرة)، هو شاعر وكاتب فلسطيني ينتمي لجيل شعراء المقاومة، لُقِّب بعاشق صفورية، تم اختياره كأحد أهم شعراء القرن العشرين.

## حياته
ولد ونشأ في قرية صفورية المهجرة، ومع حلول النكبة الفلسطينية عام 1948 وهو بجيل السابعة عشرة، تم تدمير وتهجير قريته، فلجأ مع عائلته إلى جنوب لبنان، ليتمكن من العودة متسللاً بعد فترة وجيزة للعيش في مدينة الناصرة، بعد أن منعت السلطات الإسرائيلية عودة اللاجئين إلى قراهم، وشيدت على أراضي صفورية قرية يهودية تحمل اسم تسيبوري. عاش حتى وفاته في حي الصفافرة غربي مدينة الناصرة،  وهو حي غالبيته من لاجئي صفورية ومطل إليها.
 تعلم في المدرسة لأربع سنوات فقط من حياته، لم ينه دراسته الثانوية وبدأ بالعمل مبكرًا، ويعتقد أن هذا سبب تأخر صدور إنتاجاته الأدبية إلى ما بعد جيل 41، صدر ديوانه الأول في اواسط الثمانينات، حيث كتب الشعر، وكسب عيشه من عمله في متجر لبيع التذكارات السياحية في مدينة الناصرة.
انضم لصفوف الحزب الشيوعي في إسرائيل إلا أنه انشق عنه في العام 1990، بسبب خلافات فكرية. 
توفي في الناصرة في  2 أكتوبر 2011، تاركاً وراءه زوجة وولدين وبنت. نعته أوساط ثقافية وادبية وسياسية عديدة منها وزارة الثقافة الفلسطينية التي قالت في بيانها «برحيل الشاعر الكبير تفتقد الحركة الثقافية الفلسطينية أحد رموزها التاريخية، وعزاؤنا بما تركه من إرث ومن اسم وأعمال تبقى في ذاكرة الأجيال وعياً ودرساً يحكي عن فلسطين وتاريخها وحكايتها»
خلّد الفنان المسرحيّ عامر حليل في مسرحية كتبها وألّفها، حياة وأشاعر الشاعر طه محمّد عليّ، كانت المسرحية مسرحية قريبة من نمط الحكواتيّ والمونودراما، وذلك لأن طه محمّد عليّ كان حكواتيًا

## مسيرته الأدبية
نشر قصصه وقصائده وكتاباته النقدية الأولى في الصحف والمجلات الثقافية، منها: «الفجر» التي كان يحررها الشاعر الراحل راشد حسين و«الجديد» و«الفكر الجديد» وغيرها. وأصدر أعمالا شعرية متميزة ذات لغة خاصة ومتفردة أبرزها: «القصيدة الرابعة وعشر قصائد أخرى» و«ضحك على ذقون القتلة» و«حريق في مقبرة الدير». 
تميز شعره، بمواكبته للنكبة والمآسي الفلسطينية المتلاحقة، وحافظ على عمق فكرته وحسه العالي بالسخرية، سخرية مبطنة بحزن عميق، وهو من قال «صفورية هي التي جعلتني شاعرا» ومن أبرز مقولاته «أنا تلميذ في مدرسة المطالعة...ولن أتخرج منها إلا إلى القبر..»
تُرجم شعر طه محمد علي إلى لغات عديدة، منها الصينية والروسية والإسبانية والفرنسية والإيطالية وحظي باهتمام نقدي في الولايات المتحدة الأمريكية والغرب، وترجمت خمس مجموعات من أعماله إلى العبرية بمجلد واحد عن طريق دار نشر الأندلس، وبترجمة الكاتب أنطون شماس. وصدرت عنه سيرة ذاتيه بعنوان (فرحي لا علاقة له بالفرح: حياة شاعر في القرن الفلسطيني)، بتوقيع الناقدة أدينا هوفمان. من القصائد التي كتبها علي في سنواته الأخيرة، رائعته «انتقام» التي تُرجمت إلى لغات عديدة. في العام 2011 صدرت مجموعة أعماله الكاملة عن درا راية للنشر في حيفا.
في العام 2017 ولأول مرة في مصر، أصدرت الهيئة المصرية العامة للكتاب، ديوان «صبي الفراشات الملونة»، ضمن سلسلة «إبداع عربي»، وتضمن اختيارات من خمسة دواوين شعرية، هي على التوالي: «القصيدة الرابعة وعشر قصائد أخرى» 1983، «ضَحك على ذقون القتَلة»، 1989، «حريق في مقبرة الدير» 1992، «إله، خليفة» و«صبي الفراشات الملونة»، 2002، «ليس إلّا» 2006. قدم لهذه المجموعة الشاعر محمود خير الله، الذي قال «أقدمت على تقديم مختارات لهذا الشاعر، وحرصت على أن تصدر على نفقة وزارة الثقافة، لأن طه محمد على غير معروف في بعض الأوساط الأدبية المصرية، كما تم تجاهله في الصحافة العربية عن قصد، فيما أظن، فلا أحد يريد أن يعترف بأن قصيدة النثر العربية تطورت على يديه إلى حد كبير، وبلغت سن الرشد، وأصبحت قريبة إلى أقصى حد من هَمّ الإنسان العربي المعايش للاحتلال، والغارق في جحيمه اليومي، وهو ما كانته قصائد طه محمد على، في حقيقة الأمر».
في قصيدتة «تحذير!» يقول:
إلى هواة الصيد/ وشُداة القنص!/ لا تصوِّبوا غدّاراتكم/ إلى فرحي!/ فهو لا يساوي ثمن الخرطوشة/ (تُبدَّد باتجاهه!)/ فما ترونه:/ أنيقاً وسريعاً/ كغزال/ ويفرّ في كل اتجاه/ كديك حجل/ ليس فرحًا!/ صدقوني:/ فرحي/ لا علاقة له بالفرح.

## إصداراته
- القصيدة الرابعة وعشر قصائد أخرى، الناصرة، 1983، الصوت.
- ضحك على ذقون القتلة. حيفا، 1989، اتحاد الكتاب العرب.
- حريق في مقبرة الدير. الطيبة، 1992 مركز إحياء التراث.
- إله، وخليفة وصبي صبي فراشات ملونة، 2002.الناصرة
- مجموعة قصصية هي سمفونية الولد الحافي – ما يكون وقصص أخرى. 2003 شفا عمرو: دار المشرق
- ليس إلا، الناصرة، 2006.

بالإنجليزية صدرت له:
- Never Mind (translated by Peter Cole, Yahia Hijazi, Gabriel Levin), German colony, Jerusalem – 2000
- So What, (translated by Peter Cole, Yahia Hijazi, Gabriel Levin), Copper Canion Press, Washington – 2006

## قصيدة انتقام
انتقام
أحيانًا
أتمنّى أن أُبارز
الشخص الذي
قُتل والدي
وهدم بيتنا
فشرّدني
في بلاد الناس
الضّيّقة
فإذا قتلني
أكون قد إرتحت
وإن أجهزتُ عليه
أكون قد إنتقمت!
لكن...
إذا تبيّن لي
أثناء المبارزة
أنّ لغريمي أُمًا
تنتظره
أو أبًا
يضع كفّ يمينه
على مكان القلب من صدره
كلّما تأخّر ابنه
ولو ربع ساعة
عن موعد عودته
فأنا عندها
لن أقتله إذا 
تمكّنت منه
كذلك...
أنا لن أفتك به
إذا ظهر لي
أنّ له إخوة وأخوات
يحبّونه
ويُديمون تشوّقهم إليه.
أو إذا كان له
زوجة ترحّب به
وأطفال
لا يطيقون غيابه
ويفرحون بهداياه.
أو إذا كان له
أصدقاء أو أقارب
جيران معارف
زملاء سجن
رفاق مستشفى
أو خُدناء مدرسة
يسألون عنه
ويحرصون على تحيّته
أمّا إذا كان وحيدًا 
مقطوعًا من شجرة
لا أب ولا أم
لا إخوة ولا أخوات
لا زوجة ولا أطفال
بدون أصدقاء ولا أقرباء ولا جيران
من غير معارف
بلا زملاء أو رفقاء أو أخدان
فأنا لن أُضيف 
إلى شقاء وحدته
لا عذاب موت
ولا أسى فناء
بل سأكتفي
بأن أُغمض الطّرف عنه 
حين أمرّ به في الطريق
مُقنعًا نفسي
بأنّ الإهمال
بحدّ ذاته هو أيضًا 
نوعٌ من أنواع الانتقام!
الناصرة، 15 أبريل/ نيسان 2006 

## وصلات خارجية
الأعمال الكاملة لطه محمد علي نسخة محفوظة 27 أغسطس 2017 على موقع واي باك مشين.
طه محمد علي، موسوعة ابحاث ودراسات في الادب الفلسطيني الحديث، فاروق مواسي.